# Тье
Тье (фр. Thiais) — коммуна в южных окрестностях Парижа, расположенная в 10,3 километрах от Нулевого километра Франции, в регионе Иль-де-Франс, департаменте Валь-де-Марн, супрефектуре Л’Аи-ле-Роз.

На кладбище Тье похоронены Евгений и Людмила Замятины, а также Лев Седов, сын Льва Троцкого, казнённый в 1932 г. убийца президента Поля Думера Павел Горгулов (могила не сохранилась), а также многие другие известные представители русской эмиграции.